# Lisebergs landeri

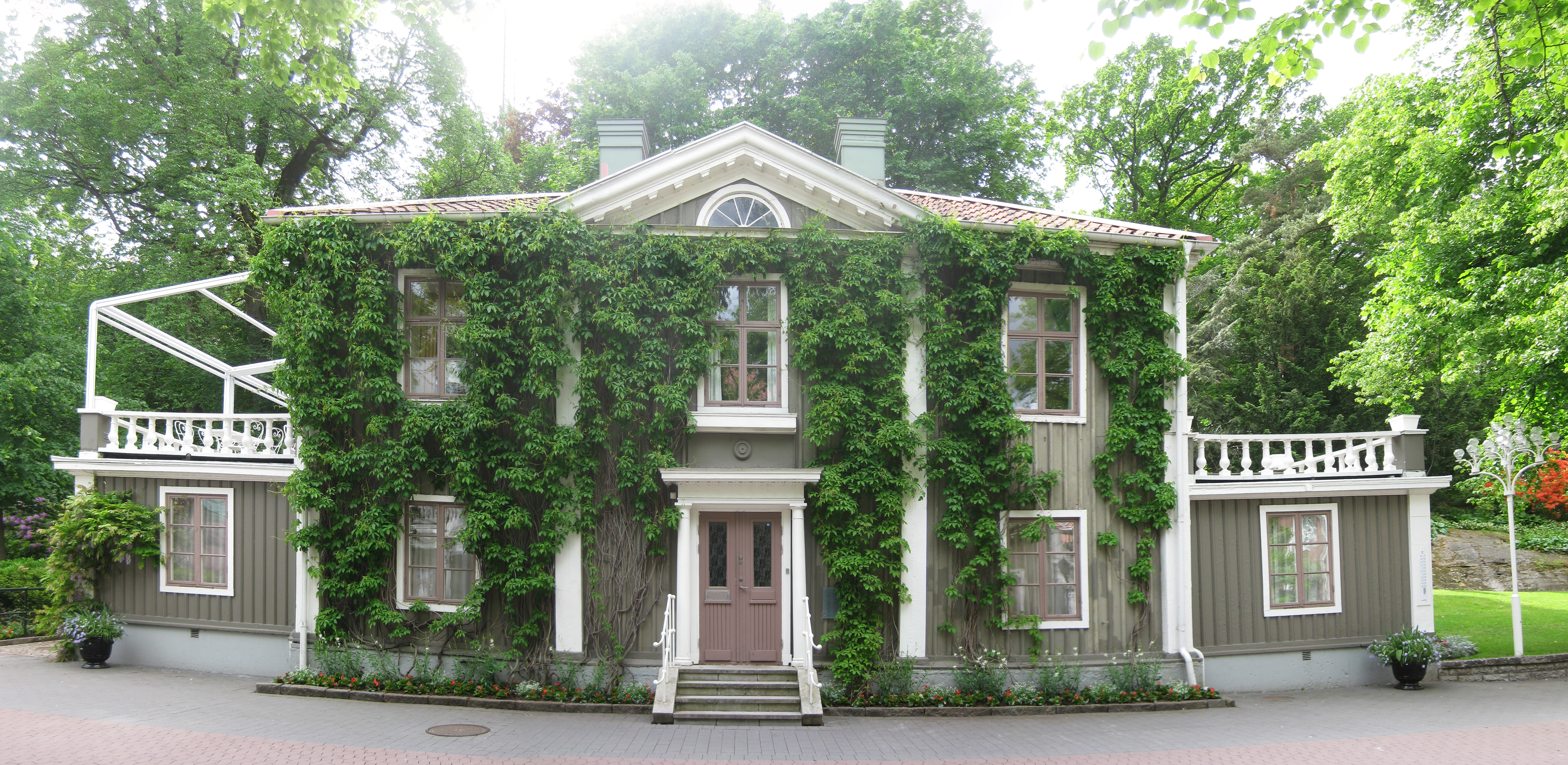
Lisebergs landeri i juni 2012.

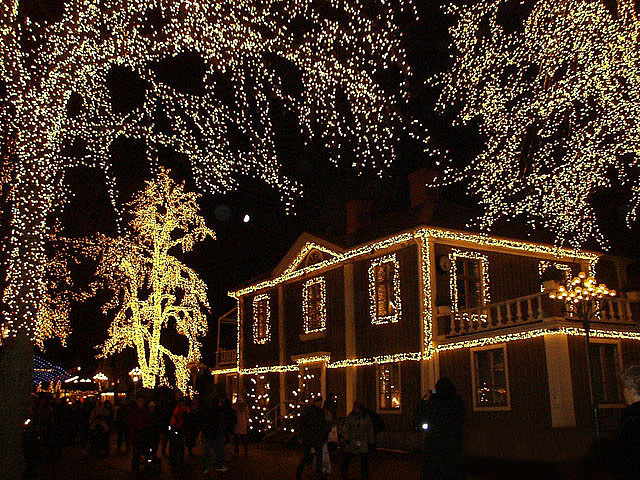
Lisebergs landeri under Jul på Liseberg 2004.

Lisebergs landeri var ett landeri i Göteborg, vars huvudbyggnad fortfarande finns kvar, och som låg på delar av det område där nöjesparken Liseberg ligger i dag. Dess ursprungliga beteckning var "Liseberg 12 roten 74".

## Historia

### Bakgrund
I stadens revisionsräkenskaper för åren 1625-30 upptas inkomst av ett stycke land, 2 morgen 16 roder stort (cirka 4 tunnland), beläget söder om de Burs (efter Jan de Bur) landeri och utarrenderat till Nils Börgesson och Olof Torsson. Båda männen var väl kända i både Nylöse och Göteborg. Torsson anges 1638-39 som ensam arrendator "en Engh wed de Burs, ähr stort 2 1/2 morgen, gifuer 5 dlr 2 mk 4 öre s:mt". Åren 1645-50 upptas åter Nils Börgesson och Olof Torsson som arrendatorer, men 1651-55 är arrendatorerna Nils Börgesson, Anders Amundsson och Arfwed Gudmundsson. Efter Börgessons död 1655 - och fram till mitten av 1670-talet - står Amundsson och Gudmundsson som innehavare, men grundlegan betalas 1678 av Amundssons arvingar och Gudmundssons änka. År 1679 är samma änka och rådmannen Anders Hindrichsson innehavare. Hindrichsson och burggreven Gerhard Leijoncrantz debiteras grundlegan 1680-82 för detta "stycke Landh wedh Johan de Buurs, 2 1/2 morgen". Hindrichsson "med dess Intressent" erlägger grundlegan 1683, nu dock 10 daler silvermynt årligen. År 1685 var Anders Hindrichsson ensam innehavare, men 1690-95 "hafver H. Rådsförwandten Håkan Eekman Arrenderat ett stycke land wedh Johan de Burs, som Sahl.H.Rådman Anders Hindrichsson förut brukat hafwer, 10 daler silfwermynt åhrligen".
På en karta från 1696 kallas området för "Stadzens Muhlbete", här gick alltså boskapen på bete. När Göteborg grundlades 1619-1621 fick staden överta marken från den föregående ägaren Nya Lödöse. Redan tidigt i Göteborgs historia användes området kring Liseberg bland annat till kolonilotter eftersom marken var bördig. Lotterna bestod av så kallade "morgnar", vilket betydde den jordyta en man kunde plöja upp under en morgon.
Mot slutet av 1600-talet kontrollerades området av rådmannen Sven Arell och sekreteraren Håkan Eekman, som efter 1701 stod som ensam ägare. I stadens handlingar beskrivs området som "östra sidan om berget [Geteberget, mot Södra vägen] en ängh, som rådmännen Arell och Eekman tillsamman innehafwa". I räkenskaperna 1700 upptas området som "egendomb som rådman Arell och Eekman detta året tillhopa brukadt hafwa", mot grundlegan 20 dlr s:mt. Eekman var 1710 ensam besittare av "en äng under nr 105" och betalade fortfarande 20 daler i lega årligen.  När magistraten i Göteborg 1725 övertog arrendet kallades området för "Ekmansängen", efter Eekman. Fram till 1730-talet användes platsen som ängs- och betesmark och någon egentlig bebyggelse, utom möjligen någon stuga för "ängswachtare", tycks inte ha uppstått före 1600-talet.
På 1740-talet arrenderades området av rådman Jacob Bratt (1679-1750) som främst använde området för att odla tobak (anlades 1733 på magistratens inrådan), och området kom därför att kallas "Det Brattiska Plantaget". Enligt magistratprotokollet 22 mars 1745 uppläts denna dag "en del af s k Getebergs- eller Ekmansängen" för rådmannen Jacob Bratt. I protokollet framgår också att det upplåtna området utgjorde cirka 2 tunnland, ungefär en sjundedel av hela ängen och att Bratt "å magistratens vägnar till staden betalte 20 dlr s:mt i årlig lega, då han både Eng och Plantage tillsammans innehade.
Vid en massauktion den 31 maj 1748, berördes två områden söder om Burgården: "Getebergsängen, en platz, stor 25986 qw-alnar." Detta objekt tillföll rådman Bratt för 10 daler silvermynt årligen. Det andra objektet var en 61 608 kvadratalnar stor äng, granne med den förra. Den tillföll Niclas Lundwall, måg till Jacob Bratt, för 27 daler silvermynt årligen. Lundwall anlade 1749 ett puder- och stärkelsebruk på området. Verksamheten producerade 1750 500 lispund stärkelse och 300 lispund puder vilka utannonserades till försäljning för 3 daler 16 öre silvermynt per lispund stärkelse och 3 daler 24 öre silvermynt per lispund puder. Han ansökte snart om mer mark, och 1751 fick han det mot 60 daler silvermynt årligen. Det fanns ett förbehåll: "att Borgerskapet förbehålles den frihet, att sommartiden gå och förlusta sig å berörda Platz som ock att sand i Berget må tagas till Stahdens landzwäg och att inroparen bör derstädes stående Eleträer hägna och freda,--" Landeriet omfattade nu samma område, som det hade ända in på 1900-talet; Geteberget och området öster därom. Getebergsängen var benämningen på hela det område som idag omfattas av nöjesparken Liseberg, ända fram på mitten av 1800-talet.
I bouppteckningen efter Jacob Bratt upptas "Tobaksplantaget här utom Staden med Torckhus" till 500 dalers värde. Bratts änka dog 1752, men redan från 1748 betalades grundlegan av Lundwall, som dock tröttnade på sin rörelse och den 28 september 1752 överlåter han verksamheten på handelsmannen Johan Anders Lamberg (1712-1783). Upplåtelsebrevet är daterat den 3 mars 1753, och säger bland annat: att "thes uppå Getebergs Äng anlagde Tobaks Plantage samt Poudre- och Stärkelse Bruk med thet therå utfärdade Privilegio, jämte the på platsen utförde Hus och Byggningar i sådant stånd, som the tå befinnes, såsom ock nyttiande rättigheten af förenämnde Äng och thet så kallade Geteberget under samma willkor, som thessa platser af Staden Herr Lundwall warit uplåtna, emot en köpeskilling af Fiorton Tusende daler silfwermynt; under hwilket köp äfwen warit begripet så Wäl all till Plantagen och Bruket hörande Redskap som Hästar och Kreatur, etc!"
Ännu 1760 anges Bratts sterbhus som innehavare av det första "Brattska Plantaget". Sonen, auditören Lars Bratt redovisar 1755-58 för 2 tunnlands tobaksplantering med en avkastning av över 2000 skålpund tobaksblad årligen, men 1761 var Lamberg innehavare av hela landeriet. Lamberg tillhörde de främsta tobaksodlarna i Göteborg, och redovisar 1758 den största odlingsarealen av alla då han samma år övertagit den Schillerska plantagen vid Hedås, totalt 15 tunnland. År 1762 anlade Lamberg en väderkvarn på Geteberget, men den blev inte så långvarig. I stadens räkenskaper kan man läsa: "Efter Protocollet 17 september 1762 har han åtagit sig betala 10 dlr årlig lega för en på Getebärget upbygd wäderqwarn; men som bemälte Hr Lamberg om befrielse från thenna afgift ansökan inlagdt och Magistraten enligt Protocollet under 22 Maji innewarande år 1772 pröfwadt skiäligt thertill lämna sitt bifall, såwida merbemälte Herr Lamberg thenna wäderqwarnen med giörligaste första låter nedtaga och bortföra."

### De första byggnaderna
De första byggnaderna som då uppfördes på området var främst till för att lagra tobak, men han startade även ett stärkelsehus på området. Genom dessa odlingar tillsammans med tobaksodlingar på Heden och i Hedåsområdet var Göteborg i det närmaste självförsörjande på pip- och tuggtobak. År 1783 blev det dock svår missväxt och plantagerna lades ner. Lamberg döpte området efter sin fru Elisabet Söderberg (1714-1768) som han själv kallade för Lisa.
I bouppteckningen efter Lambergs maka Elisabet 1769, upptas bland den fasta egendomen: "Stärckelsebruket med all thess åbyggnad och ett å södra sidan belägit tobaksplantage tillika med gården Lisaberg med thess åbyggnad och Trägård" till ett värde av 25000 dlr s:mt," samt "ett tobaksplantage wid Landswägen och Underås bro med thess lilla manhus och torklada" till 4500 dlr. Fortfarande skiljde man på "Lisaberg" och tobaksplantaget vid Underås bro, som är identiskt med det första "Brattska Plantaget" från 1745. Detta är första gången som namnet förekommer i officiella handlingar.
Lamberg anlade en park och byggde det hus som fortfarande finns kvar och som kallas Landeriet, som paret använde som sommarstuga. Den används idag som kontorsbyggnad. År 1801 uppförde han en andra mangårdsbyggnad, vilken idag används som värdshus.
Efter Lamberg blev Johan Bestman ny ägare. Han fick privilegier att 1774 anlägga ett sockerbruk i den gamla stärkelsefabriken vid Underås bro, vilket blev inskrivet i Götheborgs Närings-Kalender som Lisebergs Sockerraffinaderi. Efter makans död gick J A Lambergs affärsrörelse under firma J A Lamberg & Söner. Utöver Lamberg senior var delägarna sönerna Petter och Carl samt mågen Carl Carlsson, gift med Sophia Lamberg. Både dottern och mågen avled före J A Lamberg. Lamberg var besittare till sin död 1783, då stärkelsebruket gick i Lamberg & Söners namn fram till 1792 då det upphörde. Från 1783 upptas först sterbhuset i några år och sedan sonen, handlanden och rådmannen Carl Lamberg, som besittare av Liseberg. Den 24 februari 1792 behandlades J A Lamberg & Sons ansökan "at på en gång til borgenärerna få afstå all sin Ägendom." Bland borgenärerna fanns major Johan Henrik Schütz (1763-1828) adlad Rosenschütz, som från 1793 står upptagen i stadens räkenskaper för Liseberg. Rosenschütz förslösade ett stort arv och dog i största fattigdom i Stockholm.
Den 7 oktober 1797 erhöll Grosshandlaren Andreas Andersson upplåtelsebrev på "Eliseberg" (Liseberg), som han den 5 oktober samma år köpt av Rosenschütz för 5 500 riksdaler specie. I köpet ingick "Plantaget Eliseberg med derwid anlagde Stärkelsebruk med dess Inventarier och Privilegier, äfwensom nyttjanderätten af Getebergsäng och det så kallade Geteberget jemte thet derintil i liggande och under samma Kjöp inbegripna Brattiska Plantaget, utom den plats å samma plantage, som et Socker Raffinaderie Bruk i sednare tider är wordet inrättadt och genom Staquet är aftängdt, etc."
År 1799 köpte göteborgsköpmannen, kommerserådet Anders Andersson egendomen, och 1801 uppfördes den större mangårdsbyggnad som ligger mittemot det äldre landeriet. Den italienska konstnären Frulli svarade för den inre utsmyckningen. Troligen har Carl Wilhelm Carlberg ritat byggnaden, som till Jubileumsutställningen 1923 byggdes om till värdshus. Andersson avled 1809, men egendomen såldes först tre år senare på auktion till handlanden Peter Wilhelm Berg. Men Berg fick ekonomiska problem och tvingades sälja landeriet 1819 till Olof Melin.
Landeriet såldes på nytt 1820 eller 1822 till handlaren Abraham Robert Lorent, som köpte det för engelsmannen från Liverpool John Nonnens räkning. Köpeskillingen var 10 000 riksdaler banco, vilken erlades på ett originellt sätt, i porter, socker och sirap som det Lorentska bruket ute vid Klippan tillverkade. Nonnen står som ägare fram till 1834, då egendomen köptes av Nonnens svärson, den engelske pastorn Morgan Morgan.

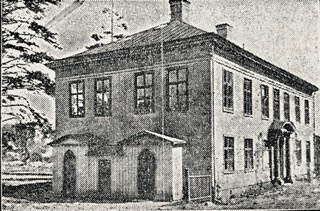
Lisebergs värdshus och före detta hem för systrarna Nonnen. Fotografi från 1923.

David Carnegie, som övertagit det Lorentska bruket (och Liseberg) 1845, skänkte därefter Liseberg till John Nonnens döttrar; Mary, Emily, Charlotte och Ann. De fick även en generös pension av Carnegie. Systrarna Nonnen prydde hela parken med dahlior och vildvin, men mest kända blev systrarna då de på 1840-talet startade Göteborgs första rit- och målarskola.[källa behövs] Två av systrarna, Emily och Mary, bodde kvar på Liseberg ända tills de dog en bit in på 1900-talet, över 90 år gamla.
Den 14 juli 1872 beslutade Göteborgs stadsfullmäktige att avstycka 21 tomter från landeriet 74 Liseberg, som då bildade lägenheten Getebergsängen (mot nuvarande Södra vägen) med sammanlagt 420 625 kvadratfot.
Hösten 1887 fick Wilhelm Friberg hyra en vildvuxen trädgård inom området, som han förvandlade till skridskobana på vintern och en arena för bland annat gymnastik, långboll och säcklöpning på sommarhalvåret. Platsen fick heta "Balders Hage" och det var här som Friberg bildade Örgryte Idrotts Sällskap den 4 december 1887.
År 1908 köpte Göteborgs stad det 30 ½ tunnland stora landeriet av Emily Nonnes sterbhus för 225 000 kronor (det begärda priset var 250 000) och i och med Jubileumsutställningen 1923 byggdes nöjesparken Liseberg som öppnade den 8 maj 1923.
Landeribyggnaden är uppförd i nyantik stil i två våningar med lågt valvtak och halvkolonnprydd fasad åt trädgårdssidan.

## Sockerbruket
"f d Lisebergs sockerbruk" ingick inte vid inlösningen. Bakgrunden är att den före detta innehavaren av landeriet, P W Berg, 1824 ropade in sockerbruksbyggnaderna med tomten och fick drätselkommissionens upplåtelse för sin hustrus vägnar. Köpeskillingen var 4 500 riksdaler banco och tomten angavs till 9 405 kvadratalnar. Bröderna Berndt och C F Wahlgren köpte byggnader och besittningsrätten till området den 15 mars 1825 av Berg och hans hustru för 6 666 riksdaler 32 skilling banco. De beviljades upplåtelse samma år. År 1834 avled Berndt Wahlgren och hans bror blev därefter ensam innehavare. Efter dennes död 1864 fick sterbhusdelägarna upplåtelse 1868.
Carl Fredrik Wahlgren J:r, en av sönerna, fick upplåtelse 1881 "å landeriet Lisebergs Sockerbruk under enahanda villkor, som genom upplåtelsebrev 31 maj 1825 för Berndt och C F Wahlgren, samt den 3 november 1868 för C F Wahlgrens Sterbhusdelägare", alltså på så kallat perpetuellt arrende. Den Wahlgrenska firman bedrev senapstillverkning på Liseberg 1855, från 1868 ättiktillverkning. Den gamla sockerbruksbyggnaden användes från 1889 som mälteri. Efter att Wahlgren avlidit 1902, hembjöd sterbhuset området med byggnader 1903 till staden, en möjlighet som staden valde att avstå från. På tomten fanns vid tidpunkten en trevånings mälteribyggnad, ett boningshus, en kontorsbyggnad, två magasinsbyggnader, en uthusbyggnad och ett lusthus.